# かばん (短歌誌)
「かばん」は、「歌人集団かばん」あるいは「かばんの会」の略称。
また「かばんの会」が月刊で発行している短歌同人誌のことを指す。

## 概要
1984年4月「かばん」は、中山明、小森須美、井辻朱美、黒崎政男、渋谷祐子、林あまりの6名が中心となって創刊された。創刊メンバーと初期会員の多くは、歌人前田透の急逝により、同年1月に廃刊となった「詩歌」の会員によって構成された。中山明が代表者（歌人集団「ペンギン村」村長）として創刊。
短歌結社にあるような選者欄、添削制度をもたず、主宰者もいない。また退会後も再入会可能であり、会員の自由意思に基づいて相互の批評などを行なっている。編集作業には電子メールが活用されている。編集人が年度ごとに交代されることも大きな特徴のひとつ。創刊当初より、アララギ系にみられる写実主義よりも象徴主義的な幻想文学を志向する歌人が多く、また現代の口語短歌の重要拠点となった。散文や翻訳など複数のジャンルで活動する歌人が多いのも特徴である。
「かばん」という誌名は会員・鈴木照子の発案で、「何でも入る」かばんのイメージから命名されている。永田紅は、かばんについて、「「現実世界との違和」という前提のもとにつながっている共同体なのかもしれない」と言及している。

## ゆかりのある歌人
「かばん」に在籍中、または在籍した会員の歌集を以下に記す。（50音順）
- あまねそう  『2月31日の空』
- 飯田有子  『林檎貫通式』
- イソカツミ  『カツミズリズム』
- 井辻朱美  『水晶散歩―井辻朱美歌集』等
- 入谷いずみ  『海の人形』
- 植松大雄  『鳥のない鳥籠』
- 榎田純子  『リズムみそひと』
- 北川草子  『シチュー鍋の天使』
- 鯨井可菜子  『タンジブル』（新鋭短歌シリーズ第一期）
- 久保芳美  『金襴緞子』
- 佐藤弓生  『薄い街』等
- 柴田瞳  『月は燃え出しそうなオレンジ』
- 白糸雅樹  『ゆらぎ』
- 杉崎恒夫  『パン屋のパンセ』等
- 鈴木照子  『えんさいくろぺでぃあ '86』
- 高柳蕗子  『潮汐性母斑通信』等
- 田中ましろ『かたすみさがし』（新鋭短歌シリーズ第一期）
- 千葉聡  『飛び跳ねる教室』等
- 辻井竜一  『ゆっくり、ゆっくり、歩いてきたはずだったのにね』
- 中沢直人  『極圏の光』
- 中山明  『愛の挨拶』等
- 野間亜太子  『五十音図の男』等
- 林あまり  『LOVE & SWEETS』等
- 原田洋子  『風』
- 伴風花  『ずっとあなたが好き』等
- 東直子  『十階』等
- 法橋ひらく　『それはとても速くて永い』（新鋭短歌シリーズ第二期）
- 穂村弘  『ラインマーカーズ』等
- 本多忠義  『禁忌色』
- 本田瑞穂  『すばらしい日々』
- 柳谷あゆみ  『ダマスカスへ行く 前・後・途中』
- 山田航  『さよならバグ・チルドレン』
- 雪舟えま  『たんぽるぽる』

## 関連年譜
- 1984年　発足。

　4月 - 創刊。

　5月 - 会報を「かばん」と称する旨決まる。（かばん2号）
- 1990年

　8月 - 団体名が「かばんの会」となる。（かばん77号）
- 2013年

　5月 - かばん30周年記念イベント開催